# Лаура Баркеро
Лаура Баркеро (ісп. Laura Barquero; нар. 12 жовтня 2001, Мадрид) — іспанська фігуристка, яка виступає у парному катанні з Марко Дзандроном. Разом із колишнім партнером Тоном Консулом вона — чемпіонка Іспанії 2020 року та учасниця чемпіонату Європи 2020 року. З Аріцом Маесту — чемпіонка Кубка Торуні та International Challenge Cup та представниця Іспанії на двох чемпіонатах світу.

## Кар'єра

### Ранні роки
Баркеро почала кататися на ковзанах у 2009 році. Спочатку була одиночницею, тренувалася під керівництвом Марти Сенри й Айнхоа Гімено у Мадриді. Вона змагалася на юніорському рівні та у вересні 2016 року отримала право брати участь на одному етапі юніорського Гран-прі.
Першим партнером Баркеро у парному катанні став Мігель Таранко. Вони не виступали на міжнародному рівні.

### Сезон 2016/2017
Баркеро й Аріц Маесту оголосили про створення пари 4 січня 2017 року. Вони вирішили тренуватися у Бергамо під керівництвом Барбари Луоні та Франки Б'янконі. Під час їхнього першого спільного сезону пара не мала права брати участь у міжнародних змаганнях через вікові обмеження: Баркеро була надто молода для дорослих змагань, а Маесту старий для юніорів.

### Сезон 2017/2018
Дебютувавши на міжнародній арені, Баркеро та Маесту посіли сьоме місце на Lombardia Trophy 2017. Наприкінці місяця стали тринадцятими на Nebelhorn Trophy 2017, відбірному турнірі на Зимові Олімпійські ігри 2018 року. Іспанія не зуміла завоювати путівки, ставши третьою запасною.
У січні Баркеро / Маесту посіли одинадцяте місце на чемпіонаті Європи 2018 року у Москві. Наступного місяця вони виграли золото на Кубку Торуні й International Challenge Cup у Гаазі. Вони завершили сезон на чемпіонаті світу, де посіли двадцяте місце.

### Сезон 2018/2019
Баркеро / Маесту посіли п'яте місце на Lombardia Trophy 2018 та восьме на Finlandia Trophy. Вони отримали право участі у двох етапах Гран-прі, посівши сьоме місце у Гельсінкі та шосте місце на NHK Trophy. На чемпіонаті Іспанії вибороли золото. На чемпіонаті Європи 2019 року вони посіли сьоме місце.
Їхньою останньою спільною подією став чемпіонат світу 2019 року, на якому вони посіли п'ятнадцяте місце.
31 травня 2019 року було оголошено, що Маесту отримав травму, яка вимагатиме тривалого відновлення, внаслідок чого команда розпалася.

### Сезон 2019/2020
У липні 2019 року Баркеро стала у пару з Тоном Консулом.
Міжнародний дебют іспанців відбувся на Меморіалі Дениса Тена, де вони вибороли срібну медаль. Свій сезон вони продовжили на Міжнародному кубку IceLab, де вибороли бронзу. На Warsaw Cup 2019 вони стали четвертими. Їхнім останнім змаганням перед чемпіонатом став «Золотий коник Загреба», де вони посіли восьме місце. На чемпіонаті Іспанії стали першими.
Вони брали участь на чемпіонаті Європи 2020, де посіли чотирнадцяте місце, а на International Challenge Cup стали дев'ятими. Вони були включені до складу збірної на чемпіонат світу 2020, але змагання було скасовано через пандемію COVID-19.
26 червня 2020 стало відомо, що пара розпалася.

### Сезон 2020/2021
Баркеро сформувала нову пару з італійським фігуристом Марко Дзандроном, у січні 2021 року їм офіційно дозволили представляти Іспанію. Вони виграли національний чемпіонат Іспанії у своєму першому спільному виступі, але не брали участь у міжнародних змаганнях протягом сезону.

### Сезон 2021/2022
Баркеро та Дзандрон дебютували на міжнародному рівні у серії laChallenger на Lombardia Trophy 2021 року. Вони посіли друге місце у короткій програмі та перше у довільній програмі, таким чином, здобули срібну медаль і фінішували з відставанням менш ніж на чотири очки від національних чемпіонів Італії Делла Моніки та Гуарізе. На CS Nebelhorn Trophy 2021 року пара намагалась пройти кваліфікацію на участь у зимових Олімпійських іграх 2022 року від Іспанії. Вони посіли третє місце у короткій програмі та перше у довільній програмі, попри дві помилки у стрибках, завоювавши срібну медаль і перше з трьох парних місць, доступних на цьому змаганні. Це перший раз, коли іспанська пара пройшла кваліфікацію на зимові Олімпійські ігри. Баркеро сказала, що «пишається» своєю роботою, а Дзандрон, що впевнений в отриманні іспанського громадянства вчасно, щоб взяти участь в Олімпійських іграх. У другому змаганні Challenger, CS Finland Trophy 2021, вони посіли шосте місце з новими особистими рекордами як у програмі, так і у загальному заліку.
Дзандрон отримав іспанське громадянство 29 грудня 2021 року, це дозволило парі представляти Іспанію на зимових Олімпійських іграх. У новому році вони разом брали участь у своєму першому чемпіонаті Європи, посівши дев'яте місце. На зимових Олімпійських іграх 2022 року у парних змаганнях вони посіли одинадцяте місце у короткій програмі. Вони також були одинадцятими у довільній програмі та посіли одинадцяте місце у загальному заліку.

## Олімпійські ігри у Пекіні
Спортсменка виступала з партнером Марко Дзандроном, які стали першими іспанськими фігуристами на зимових Олімпійських іграх у змаганнях пар. Вони посіли 11-е місце у короткій програмі, а на довільну програму не вийшли. Незабаром після закінчення ігор стало відомо, що фігуристка має позитивний тест, який вона складала на Олімпіаді. Фахівці знайшли препарат клостебол, який є анаболічним стероїдом. Фігуристка може вимагати відкриття проби «Б». Лаура заявила, що заборонена речовина могла потрапити в її організм через крем, який вона використовувала для загоєння порізів від лез ковзанів.